# Adriano Lemmi
Pour les articles homonymes, voir Lemmi.
Adriano Lemmi (né le 30 avril 1822 à Livourne et mort le 23 mai 1906 à Florence est un banquier et homme politique italien impliqué dans le risorgimento.

## Biographie
Ami de Giuseppe Mazzini, Adriano Lemmi le rencontre à Londres en 1847. En 1857, il finance l'expédition de Carlo Pisacane. En 1860, il fonde l'entreprise Adami e Lemmi avec le banquier Pietro Augusto Adami. Le 6 février 1863, impliqué dans le soulèvement de Milan organisé par Mazzini qui échouera, il se réfugia alors en Suisse, puis à Constantinople.  
Grand-maître du Grand Orient d'Italie, il va être violemment dénoncé par le pamphlétaire antimaçonnique italien Domenico Margiotta, qui l'accusera entre autres de satanisme.